# Logan Currie
Pour les articles homonymes, voir Currie.
Logan Currie, né le 24 juin 2001 à Ashburton, est un coureur cycliste néo-zélandais. 

## Biographie
En 2021, il rejoint l'équipe continentale Bolton Equities Black Spoke.
Bon rouleur, il se distingue lors de la saison 2022 en devenant champion d'Océanie et du champion de Nouvelle-Zélande du contre-la-montre, dans la catégorie des espoirs. Il termine également quatrième du Tour de la Mirabelle et neuvième de la Course de Solidarność et des champions olympiques. Au mois de septembre, il se classe quatrième du championnat du monde du contre-la-montre espoirs. 
En 2024, il rejoint l'équipe belge Lotto Dstny.

## Palmarès et résultats

### Par année
- 2019
  -  Champion de Nouvelle-Zélande du contre-la-montre juniors
  - Barry Richardson Memorial
  - 2e du championnat de Nouvelle-Zélande de course aux points juniors
- 2020
  - 3e du championnat de Nouvelle-Zélande du contre-la-montre espoirs
  - 3e du championnat de Nouvelle-Zélande sur route espoirs
- 2021
  - Prologue du Tour de Southland (contre-la-montre par équipes)
  - 2e du championnat de Nouvelle-Zélande du contre-la-montre espoirs
  - 3e du Stadsprijs Geraardsbergen
  - 3e du Tour de Southland
- 2022
  -  Champion d'Océanie du contre-la-montre espoirs
  -  Champion de Nouvelle-Zélande du contre-la-montre espoirs
  - 1re étape de la New Zealand Cycle Classic (contre-la-montre par équipes)
  - Main Divide Cycle Race
  - 4e du championnat du monde du contre-la-montre espoirs
- 2023
  -  Champion de Nouvelle-Zélande sur route espoirs
  -  Champion de Nouvelle-Zélande du contre-la-montre espoirs
  - 3e du championnat de Nouvelle-Zélande sur route
  - 8e du championnat du monde du contre-la-montre espoirs
- 2024
  -  Champion de Nouvelle-Zélande du contre-la-montre

### Classements mondiaux
| Année                                 | 2020  | 2021  | 2022 | 2023 | 2024 |
| ------------------------------------- | ----- | ----- | ---- | ---- | ---- |
| Classement mondial                    | 1388e | 1190e | 411e | 393e | 434e |
| UCI Oceania Tour                      | 74e   | 48e   | 29e  | 28e  | nc   |
|                                       |       |       |      |      |      |
| Légende : nc = non classéSource : UCI |       |       |      |      |      |